# Трайче Антов
Трайче Антов е български учител, деец на късното Българско възраждане в Македония.

## Биография
Антов е роден в 1870 година в Бразда, Скопско. В 1890 година завършва българската гимназия в Солун с петия випуск. Работи като главен български учител в Кратово, където живее в къщата на семейство Шатеви и се сприятелява с Павел Шатев. По-късно работи като български учител в Скопие и приютява Шатев при едно от арестуванията му. По-късно става директор на българското училище в Тетово. През юни 1903 година е арестуван от властите по подозрение в революционна дейност. Преподава в Скопското българско педагогическо училище. През учебната 1911/1912 година е преподавател в Скопското българско свещеническо училище.